# Behnam Maleki
Behnam Maleki (2 december 1992) is een Iraans wielrenner die anno 2016 rijdt voor Tabriz Shahrdari Team. In 2015 werd hij Iraans kampioen op de weg bij de eliterenners nadat hij een jaar eerder al derde was geworden.

## Overwinningen
2010
 Iraans kampioen op de weg, Junioren
2e etappe Ronde van Mazandaran, Junioren
Eindklassement Ronde van Mazandaran, Junioren
2015
 Iraans kampioen op de weg, Elite
5e etappe Ronde van Singkarak

## Ploegen
- 2011 –  Azad University Iran
- 2013 –  Ayandeh Continental Team
- 2014 –  Ayandeh Continental Team (tot 14-2)
- 2014 –  Tabriz Petrochemical Team (vanaf 15-2)
- 2015 –  Tabriz Petrochemical Team
- 2016 –  Tabriz Shahrdari Team